# Epictetus

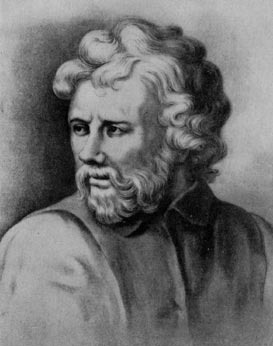
Epictetus

Epictetus (Oudgrieks: Ἐπίκτητος) (50 – ca. 130 n.Chr.) was een stoïcijns filosoof en wordt samen met onder anderen Seneca en Marcus Aurelius tot de leidende figuren in de stoïsche filosofie uit de eerste eeuwen na Christus gerekend. 
Epictetus' ethische opvattingen zijn opmerkelijk consistent en krachtig en zijn onderwijsmethodes zeer effectief. Epictetus hield zich vooral bezig met integriteit, zelfdiscipline en persoonlijke vrijheid, die hij bepleitte door van zijn studenten te eisen dat zij twee centrale ideeën grondig onderzochten: de eigenschap die hij "wilsbesluit" (prohairesis) noemde en het juiste gebruik van indrukken (chrēsis tōn phantasiōn).
Epictetus onderwees dat filosofie niet slechts een theoretische discipline is, maar een levenswijze. Epictetus geloofde dat alle externe gebeurtenissen door het lot worden bepaald en mensen daar dus geen invloed op hebben; we zouden alles wat gebeurt kalm en nuchter moeten accepteren. Maar eenieder is wel verantwoordelijk voor zijn eigen daden, die we door strenge zelfdiscipline zouden moeten onderzoeken en beheersen.

## Leven
Hij werd als Griekse slaaf uit Hiërapolis (Zuidwest-Anatolië) naar Rome gebracht waar hij slaaf werd van Epaphroditus, een belangrijke bestuurder aan het hof van Nero. In Rome studeerde hij bij Musonius Rufus, een Romeinse senator en stoïsche filosoof die met tussenpozen onderwees in Rome. Na zijn vrijlating onderwees Epictetus zelf in Rome. Epictetus werd waarschijnlijk in 89 verbannen uit Rome, vanwege het edict van Domitianus die alle filosofen uit Italië verbande. Hierna onderwees Epictetus in Nikopolis (Noordwest-Griekenland), de filosofie van de Stoa, in een door hem gestichte school.

## Voordrachten en uitspraken
Zelf heeft Epictetus niets geschreven, maar zijn leerling en bewonderaar Arrianus heeft acht boeken leergesprekken (διατριβαί [diatribaí], Latijn Dissertationes, Engels Discourses, Duits Lehrgesprächen, Frans "Entretiens" ) van Epictetus samengesteld; daarvan zijn vier boeken bewaard gebleven. 
Ook stelde Arrianus het Handboekje (Encheiridion)  samen: een verzameling van 53 citaten van Epictetus. De praktische adviezen die hierin worden gegeven, worden ook nu nog de moeite waard gevonden.
Daarnaast zijn nog enkele fragmentarische teksten van Epictetus bewaard gebleven en enkele fragmenten waarvan de toeschrijving aan Epictetus aan twijfel onderhevig is.

## Nederlandse vertalingen
- Verzameld werk, vertaald door Gerard Boter en Rob Brouwer, 2011, ISBN 9789025368388 (Colleges, Handboekje en fragmenten)
- Epiktetos' zakboekje. Wenken voor een evenwichtig leven, vertaald en toegelicht door Hein L. van Dolen en Charles Hupperts, 1994, ISBN 9061684072